# Gunnar Andersen
Gunnar Andersen, född 18 mars 1890 i Drøbak, Akershus - död 25 april 1968 i Oslo, var en norsk backhoppare, fotbollsspelare och idrottsledare som tävlade under början av 1930-talet. Han representerade Ski- og Fotballklubben Lyn i sin aktiva idrottskarriär.

## Karriär
Gunnar Andersen deltog i det norska landslaget i fotboll mellan 1911 och 1924. Han spelade 46 fotbollslandskamper för Norge, varav 37 kamper som kapten. Han var kapten då Norge blev Nordisk mästare 1919. Han deltog i Olympiska sommarspelen 1912 i Stockholm och 1920 i Antwerpen. År 1920 var han kapten på norska fotbollslaget som något sensationellt slog England 3 - 1. Norge slog lika sensationellt Irland i samma OS-tävling. Det blev dock ingen OS-medalj på norrmännen, men Gunnar Andersen blev invald i All Star Team.
Gunnar Andersen noterade sig för en världsrekord i backhoppning 1912 då han hoppade 47 meter i Gustadbakken i Modum.
Andersen var den första idrottare att mottaga Egebergs ærespris 1918.

## Senare karriär
Efter avslutad aktiv idrottskarriär verkade Gunnar Andersen som fotbollsdomare. Senare satt han under flera år i ledningen för Norges Fotballforbund - NFF. Han var också ledare för NFF:s Uttagningskommitté (UK) för fotbollslandslaget. Andersen var också ledamot i Norges Skiforbund - NSF från 1923 till 1948.